# Sakya (boeddhisme)
Sakya is een van de vijf hoofdscholen binnen het Tibetaans boeddhisme. De andere vier zijn nyingma, kagyü, gelug en jonang (de laatste sinds 2011). De geestelijk leider is de Sakya Trizin en is sinds 1945 Ngawang Kunga Tegchen Palbar Samphel Wanggi Gyalpo. De sakya is een sarmatraditie, dat betekent dat het nieuwe vertalingen opnam in het Tibetaans boeddhisme.De traditie was van circa 1265-1355 de dominante machtsfactor in het Tibet tijdens de Mongoolse periode

## Geschiedenis
De naam sakya (letterlijk bleke aarde) is afgeleid van het grijzige landschap van de Ponporiheuvels in de buurt van Shigatse in het zuiden van Tibet. Khön Könchog Gyalpo (1034-1102) bouwde hier het eerste klooster in 1073.
De sakyatraditie, of sakyapa werd gevormd door vijf meesters:
- Sachen Künga Nyingpo (1092-1158)
- Sönam Tsemo (1142-1182)
- Dragpa Gyaltsen (1147-1216)
- Sakya Pandita (1182-1251)
- Phagspa (1235-1280)

De sakya wordt geleid door de Köhn-familie, die rond 750 met het boeddhisme in aanraking was gekomen en door Padmasambhava werden onderwezen. Toen ze in aanraking kwamen met de leer van deze meesters, hebben ze de leer verspreid in hun gebied. Toen de dalai lama's aan de macht kwamen, hebben ze zich voornamelijk met het boeddhisme beziggehouden. In tegenstelling tot de andere scholen wordt het leiderschap van vader op zoon overgeleverd en niet via het tulkuschap dat via reïncarnatie verloopt.

## Leer
Sachen, de eerste meester, ontving onderricht van veel leraren waaronder de lotsawa's Drogmi, Bari en Mal. De belangrijkste leer van de sakya is het systeem van lamdre (Wylie: lam 'bras) of pad en de vruchten. Lamdre wordt in privé-les gegeven en er is een algemene vorm voor het grote publiek. De privé-versie betreft voornamelijk tantrisch en is grotendeels occult-magisch. De algemene vorm betreft voornamelijk de soetra. De leer is gebaseerd op de eenheid van samsara en nirwana en dat beide met elkaar verbonden zijn.